# Carlos Ezquerra
Pour les articles homonymes, voir Ezquerra.
Carlos Sanchez Ezquerra (12 novembre 1947 à Ibdes – 1er octobre 2018) est un dessinateur espagnol de bande dessinée. Il est principalement connu pour avoir co-créé Judge Dredd.

## Biographie
Carlos Ezquerra naît à Ibdes dans la comarque de Saragosse. Il commence sa carrière pour des éditeurs espagnols avec des récits de guerre et des westerns. En 1973, il commence à réaliser pour des éditeurs anglais des bandes dessinées de romance pour des titres comme Valentine et Mirabelle, des westerns pour Pocket Western Library édité par  Thorpe & Porter et des séries d'aventure pour The Wizard de  D. C. Thomson & Co.. Le marché anglais est intéressant pour les auteurs espagnols à cette époque car le taux de change leur permet de très bien gagner leur vie. Cependant, Carlos Ezquerra choisit de s'installer en Angleterre pour être plus proche de ses éditeurs. Il emménage à  Croydon avec son épouse.

En 1974, Pat Mills et John Wagner lui demandent de travailler pour le magazine Battle Picture Weekly, le nouveau titre lancé par IPC. Il y dessine Rat Pack inspiré du film Les Douze Salopards. La série, scénarisée par Gerry Finley-Day, présente un groupe de criminels recrutés pour effectuer des missions suicides. Cependant, travaillant sur d'autres séries en même temps, il ne peut se consacrer totalement à cette série et d'autres artistes sont engagés. En 1976, l'éditeur Dave Hunt le convainc de travailler pour le magazine Battle sur la série Major Eazy, écrit par Alan Hebden. Ezquerra dessine près de 100 épisodes en deux ans et demi,.
En 1977, on lui demande de créer un nouveau personnage pour le magazine 2000 AD, avant son lancement. C'est ainsi qu'il propose le visuel de Judge Dredd. Si celui-ci déçoit le scénariste John Wagner, il impressionne l'éditeur Pat Mills, et le design de la ville présenté par Ezquerra l'incite à placer l'histoire dans un futur plus lointain que prévu. John Wagner quitte la série à cause d'une dispute sur le droit d'auteur et Ezquerra le suit car le premier épisode est dessiné par Mike McMahon. Il revient à Battle, où il travaille de nouveau avec Alan Hebden pour créer El Mestizo, un tueur à gage noir qui travaille pour les deux camps lors de la guerre de Sécession.
En 1978 il crée pour le magazine Starlord avec John Wagner le personnage de "Strontium Dog" qui raconte les aventures d'un mutant chasseur de primes dans le futur,. Lorsque Starlord est plus tard arrêté, Strontium dog trouve sa place dans 2000 AD. Ezquerra est quasiment le seul dessinateur à participer à la série jusqu'en 1988 quand le scénariste Alan Grant décide de tuer le personnage dans une histoire intitulée The Final Solution. Ezquerra est mécontent de la décision et refuse de dessiner celle-ci. Simon Harrison et Colin MacNeil le remplacent. En 2000 Wagner et Ezquerra ressuscitent le personnage. Dans un premier temps les nouvelles aventures se passent avant la mort de Strontium Dog mais en 2010 l'épisode The Life and Death of Johnny Alpha ramène Johnny d'entre les morts.
Pour 2000 AD il dessine aussi Fiends of the Eastern Front (1980), une histoire de vampire se passant lors de la seconde guerre mondiale, écrit par Gerry Finley-Day.  Il adapte The Stainless Steel Rat de Harry Harrison. En 1982 il retrouve Judge Dredd pour  "The Apocalypse War", un récit qui s'étend sur sept mois. Il dessine ensuite de nombreuses histoires de ce personnage dont Necropolis en 1990.

Carlos Ezquerra travaille aussi pour des éditeurs américains. Sur des scénarios de Garth Ennis il dessine Bloody Mary, Adventures in the Rifle Brigade, War Stories, un annual de Hitman avec Steve Pugh, et deux mini-séries de Preacher (The Good Old Boys et The Saint of Killers) pour DC Comics, et Just a Pilgrim pour Black Bull Entertainment.
Ezquerra utilise le pseudonyme de "L. John Silver" pour plusieurs séries publiées dans  2000AD.